# Cyclopides
Cyclopides este un gen de fluturi din familia Hesperiidae. Ciclopidele au fost menționate în romanul Câinele din Baskerville (1902) scris de Arthur Conan Doyle.